# Вехтев, Александр Витальевич

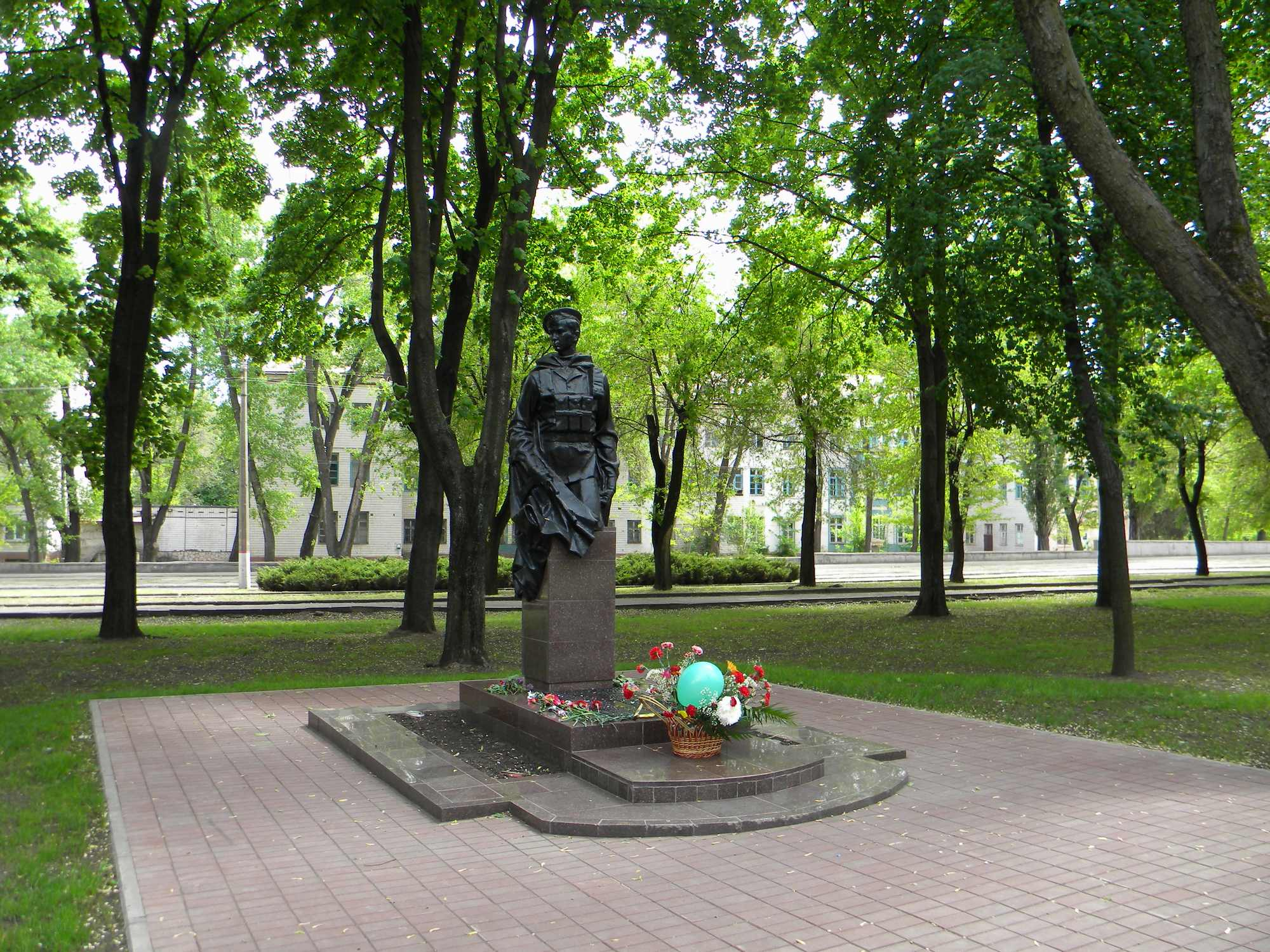
Имя на памятнике воинам-интернационалистам на Дзержинке (Кривой Рог)

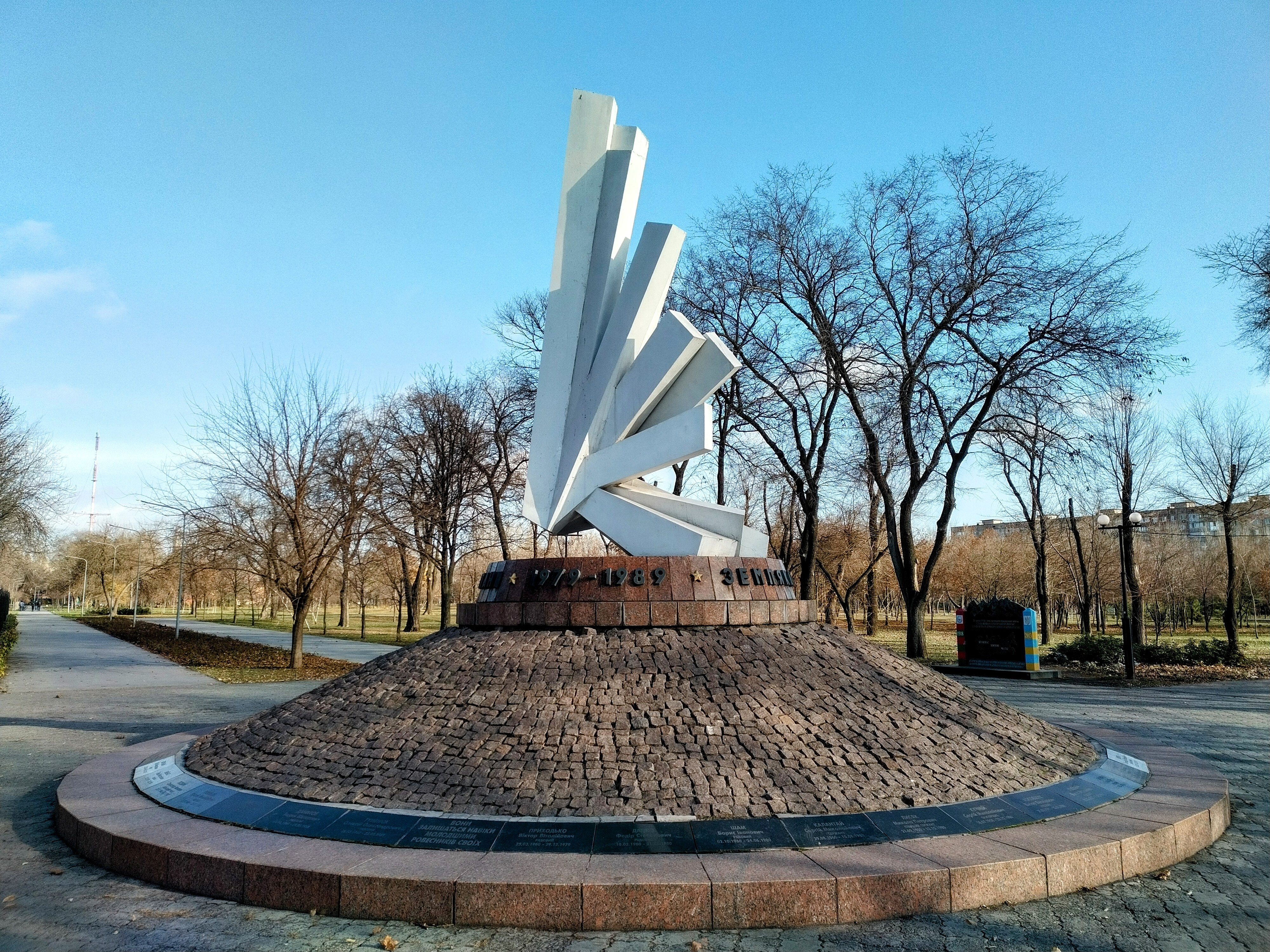
Имя на памятнике воинам-интернационалистам в Юбилейном парке (Кривой Рог)

Вехтев Александр Витальевич (24 мая 1957, Кривой Рог, Днепропетровская область — 28 октября 1981, Кандагар) — советский военнослужащий, старший лейтенант, командир мотострелкового взвода, участник Афганской войны.

## Биография
Родился 24 мая 1957 года в городе Кривой Рог Днепропетровской области УССР в семье служащего.
Окончил среднюю школу № 22 в Кривом Роге. В 1979 году окончил Ленинградское высшее общевойсковое командное училище.
7 августа 1975 года призван в Вооружённые силы СССР. В январе 1981 года в звании старшего лейтенанта направлен в состав ограниченного контингента советских войск в Афганистане, служил командиром мотострелкового взвода. Неоднократно участвовал в боевых операциях.
28 октября 1981 года мотострелковая рота, в состав которой входил его взвод, была поднята по тревоге и получила боевую задачу по оказанию помощи подразделению, попавшему в засаду на одной из улиц города Кандагара. Прибыв к месту, развернул взвод в боевой порядок и начал командовать боем. В этом бою был смертельно ранен.
Похоронен в Кривом Роге на центральной аллее кладбища Камнедробильного завода.

## Награды
- Орден Красной Звезды (посмертно)[1][2].

## Память
- Имя на памятнике воинам-интернационалистам Днепропетровщины, погибшим в Афганистане (Днепр)[4];
- Имя на памятнике воинам-интернационалистам на Дзержинке (Кривой Рог);
- Имя на памятнике воинам-интернационалистам в Юбилейном парке (Кривой Рог);
- Памятная плита на фасаде школы № 22 (Кривой Рог)[5].